# فيريتاس كابيتال
شركة فيريتاس كابيتال لإدارة الصناديق، ذ.م.م. هي شركة أسهم خاصة مقرها نيويورك تأسست عام 1992 وتستثمر في الشركات التي تقدم منتجات وخدمات أساسية، وخاصة المنتجات والخدمات المعتمدة على التكنولوجيا، للعملاء الحكوميين والتجاريين في جميع أنحاء العالم.    أغلق أول صندوق للشركة عام 1998.  وأغلقوا صندوقًا رئيسيًا ثامنًا في عام 2022؛ وفي المجموع، تبلغ أصول فيريتاس قيد الإدارة حوالي 45 مليار دولار أمريكي.    يقود فيريتاس رمزي مسلم، الرئيس التنفيذي والشريك الإداري للشركة. 
في يونيو 2024، احتلت شركة فيريتاس كابيتال المرتبة 46 في تصنيف PEI 300 للشركة الدولية للأسهم الخاصة بين أكبر شركات الأسهم الخاصة في العالم. 

## روابط خارجية
- ملف تعريف المستفيد من إدارة صندوق فيريتاس كابيتال على موقع USAspending.gov